# Negocio inclusivo
Los negocios inclusivos son actividades económicas que permiten lograr la participación de las personas más pobres en cadenas de generación de valor, de manera tal que estos logren capturar valor para sí mismos y mejorar sus condiciones de vida. Un negocio inclusivo incorpora a los sectores de bajos ingresos, ya sea como socios, consumidores, proveedores o distribuidores. Debe intentar transformar el statu quo, tener una motivación de negocios, conectar lo local y lo global, ser innovador y paciente, aprovechar los recursos locales y tener protagonistas no habituales.
Los negocios inclusivos no son filantropía empresarial ni responsabilidad social empresarial. Se trata más bien de buscar modelos empresariales sustentables que permiten "prosperar ayudando a los demás", donde el negocio central genera impacto social y ambiental positivo. El concepto de negocios inclusivos o negocios en la base de la pirámide se ha popularizado en los últimos años para explicar cualesquiera actividades empresariales dirigidas a poblaciones pobres.
De esta manera aceleran el crecimiento económico de las empresas y crear innovaciones que beneficien a las personas de bajos ingresos a la cual van dirigidos, estos proyectos se enfocan en los países del tercer mundo ya que es donde más se necesitan estos proyectos.
Implica una serie de actitudes, competencias y habilidades que permiten a las personas convertir sus sueños en realidad, para luego verlas dar frutos. Se trata de más que sólo formar un negocio personal: los negocios inclusivos pueden ser aplicados para autoemplearse, comenzar o hacer crecer microempresas o pequeñas empresas.
Las empresas tienen segmentos a los cuales van dirigidos pero los negocios incluyentes traen consigo un nuevo concepto, en la que la empresa va con la sociedad, con una ética empresarial, donde estas generan bienestar a la sociedad y de igual forma generan riqueza económica, además de incentivar la participación en la economía formal, además de ser una alternativa para lograr el desarrollo sustentable.
El rol predominante de la empresa en la sociedad ha sido el de generar riqueza económica para sus accionistas de acuerdo a lo postulado por Milton Friedman.
Las empresas tradicionalmente se concentran en los consumidores de los segmentos de ingresos intermedios y altos de la sociedad, y en los suministradores y proveedores de servicio de la economía formal. Los negocios inclusivos proponen un nuevo rol para la empresa en la sociedad, bajo una orientación ética diferente donde el rol de las empresas es generar bienestar para la sociedad al mismo tiempo que genera riqueza económica. Dada la baja participación de la ciudadanía en la economía formal, que se ve reflejada en los índices de inequidad del mundo globalizado, los negocios inclusivos constituyen una alternativa viable para el desarrollo sostenible.
El problema del desarrollo en Latinoamérica se encuentra fuertemente vinculado con los niveles de empleo informal. Entender la naturaleza de la informalidad es crucial para promover el desarrollo, dada sus implicaciones sobre factores como la productividad o la acumulación de habilidades. Por ello, se ha desarrollado un proyecto que explora el papel de los costos pecuniarios de solicitar una matrícula de comercio, las percepciones en cuanto a los beneficios potenciales de la formalidad, las sanciones por operar sin los instrumentos legales existentes, y la información sobre las instituciones jurídicas existentes para formalizarse.
Un estudio experimental que contó con una muestra de 1046 microempresarios de Bolivia, no inscritos en FUNDAEMPRESA para 2012, concluyó que ofrecer información sobre potenciales beneficios de formalizarse, régimen tributario, sanciones e instituciones a las cuáles acudir, incide positivamente en la tenencia de instrumentos de formalización. Asimismo, un descuento del 50% sobre el costo de adquirir la matrícula no incrementa de manera significativa la obtención del instrumento. Por último, los impuestos dependientes del tamaño de las empresas podrían distorsionar algunas decisiones de aquellos establecimientos cuyos niveles de capital o ventas, por ejemplo, se encuentren alrededor de los umbrales definidos por las políticas.

## Concepto de inclusivos
El uso de la palabra «inclusivo» indica la creencia de que el negocio es para todos y que las cualidades personales y las condiciones necesarias para abrir un negocio no son un privilegio del que solo disponen unas pocas personas con alta educación. Millones de personas en el mundo tan solo para sobrevivir son capaces de tomar decisiones complejas, gestionar el riesgo, encontrar nuevas soluciones innovadoras, y colaborar con otros. Sin embargo, los obstáculos y riesgos que significa tratar de dar el salto desde la vida de supervivencia a la sostenibilidad a largo plazo son mucho más altos que los que significan participar en el lanzamiento de una nueva empresa en la bolsa de valores.
Un negocio inclusivo se refiere al apoyo a empresarios o emprendedores de cualquier origen y la creación de un campo de juego de buen nivel. Apuesta por que entre el conjunto de beneficiados están involucradas directamente, personas de bajos ingresos, ya sea como distribuidores, proveedores, productores o clientes, o en otros papeles dentro de su modelo de negocio. Este modelo buscará utilizar los mecanismos de mercado para mejorar la calidad de vida de personas de bajos ingresos que fueron integradas al mismo.
La asociación COPIE (community of practice on inclusive entrepreneurship: comunidad de práctica de emprendimientos inclusivos) argumenta que muchas personas de grupos desfavorecidos son capaces de crear su propio futuro, más que esperar que los sectores tecnologizados y de alto crecimiento generen trabajos decentes. Ampliar la participación en emprendimiento puede beneficiar a más personas, pero las estructuras de apoyo a estos nuevos emprendedores son usualmente débiles y necesitan adaptación.
Este concepto surge desde la brecha entre emprendimiento y las políticas públicas de empleo. Por un lado, muchos de los responsables por la economía y el desarrollo empresarial creen que el emprendimiento está reservado principalmente para los miembros de la sociedad más educados y tecnológicamente avanzados. Así, las políticas empresariales se enfocan mayormente en el fortalecimiento para la competición en los mercados mundiales dominados cada vez más por el conocimiento. La acción de la política ha tendido a dar por resultado el apoyo a centros tecnológicos, agrupaciones, incubadoras y spin-off, como resultado de este foco.
Por otro lado, aquellos preocupados por la inclusión social y la política de empleo, creen que la forma de combatir la exclusión social es a través del empleo. Así, la política se focaliza en la empleabilidad, entrenamiento, counselling y similares.
Los negocios inclusivos no son acciones paralelas de las empresas (o lo que se llama «responsabilidad social empresarial»). Al contrario, son acciones asumidas que nacen por las búsqueda de empresarios inclusivos de satisfacer necesidades sociales observadas en el entorno, es una iniciativa que se vincula al interior mismo de una cadena de valor y que tiene gran impacto social.

## Tipos de negocios inclusivos
Los negocios inclusivos incluyen de manera rentable al segmento de bajos ingresos en sus actividades, con el propósito de beneficiar a las comunidades de bajos ingresos y lograr que puedan subsistir de forma sustentable. Siempre y cuando mejoren su calidad de vida, las comunidades de bajos ingresos pueden participar del negocio inclusivo como proveedores, contratistas, empleados, accionistas o asesores externos.
Los negocios inclusivos pueden involucrar a las comunidades de bajos ingresos a través de, entre otras cosas, la contratación directa de gente de bajos ingresos, el aumento de suministradores y proveedores de servicios de comunidades de bajos ingresos, o el suministro de bienes y servicios asequibles dirigidos a comunidades de bajos ingresos. En cualquiera de estos casos la comunidad de escasos ingresos puede ser el gestor o dueño del negocio.
En 2012, el G-20 premió a los 15 ganadores de un concurso de innovación de negocios incluyentes en los que se encuentran:
- Agrofinanzas (México), enfocado a mejorar las condiciones de vida de agricultores mexicanos al ofrecerles financiamiento.
- Apollo Hospitals Group (India), ofrece servicios médicos especializados en zonas rurales y pequeños poblados en ese país.
- Bakhresa Grain Milling (Malawi), ayuda a los empresarios locales a desarrollar negocios que impliquen la venta de productos de panadería.
- Brilla, programa lanzado por Promigas (Colombia), ayuda a las personas a financiar mejoras en el hogar, las microempresas, la educación y la compra de electrodomésticos.
- Corporación Universitaria Minuto de Dios (Colombia), educación más accesible y préstamos a estudiantes en Colombia.
- Ecofiltro (Guatemala), manufactura de filtros de agua de bajo costo con mano de obra y materiales locales.
- Engro Foods Limited (Pakistán), ayuda a pequeños agricultores a incorporarse a la economía formal.
- Jain Irrigation Systems Ltd. (India), ofrece sistemas de irrigación.
- Manila Water Company (Filipinas), ofrece agua potable a precios accesibles *Millicom (Luxemburgo), servicios financieros accesibles en América Latina y África.
- Reybanpac Unidad de Lácteos (Ecuador), combate la desnutrición al ofrecer bebidas enriquecidas con leche comprada a pequeños agricultores.
- Sustainable Harvest Coffee Importers (Estados Unidos), apoyo a pequeños productores de café en Centroamérica y el Este de África, al mejorar su calidad de vida al comprarles a precios justos.
- Tenda Atacado Ltda (Brasil), apoya a pequeños empresarios a tener acceso a crédito.
- VINTE Viviendas Integrales (México), proporciona una vivienda asequible y respetuosa del medio ambiente a las familias de bajos y medianos ingresos en México
- Waterlife India Private Limited (India), construye y ejecuta las plantas de purificación de agua para proporcionar agua potable segura y asequible

Estos actos fueron parte de los compromisos del G-20 en la que se apoya las inversiones privadas y la creación de empleos en los países en desarrollo, según lo acordado en el Plan de Acción Multianual para el Desarrollo de Seúl.

## Beneficios de los negocios incluyentes
Los beneficios que hay de los negocios incluyentes con los socios, proveedores o distribuidores, para la empresa, y para la población de bajos ingresos:
- Seguridad de abastecimiento
- Trazabilidad y control de calidad de la materia prima
- Menores costos de transacción
- Riesgos compartidos
- Acceso al conocimiento y a redes locales
- Mejores relaciones con el Gobierno
- Posicionamiento en nuevos mercados de comercio justo
- Precios y condiciones justas
- Ventas aseguradas
- Creación o expansión de puestos de trabajo
- Capacitación y asistencia técnica
- Transferencia de conocimientos y tecnología
- Acceso a financiamiento
- Participación en un ambiente empresarial y de inversiones

## Objetivo principal de un negocio inclusivo
Las necesidades básicas se pueden suplir a partir de modelos de negocio innovadores que hacen un uso más eficiente de los recursos existentes para generar impacto social. En este tipo de negocios el objetivo principal es mejorar la calidad de vida de los sectores con ingresos bajos a partir del acceso a servicios básicos esenciales de mejor calidad o a un menor precio y usar más eficientemente los recursos comunitarios existentes para suplir sus necesidades básicas de manera sostenible y efectiva. Como consumidores, los clientes de bajos ingresos pueden beneficiarse de productos y servicios que respondan a sus necesidades básicas de manera asequible. Los productos y servicios más comunes están relacionados con agua potable y saneamiento, energía, vivienda, salud y educación, gestión de residuos, entre otros. La empresa «pivote» generalmente se caracteriza por ser de gran tamaño y liderada o apoyada generalmente por empresarios o asesores con gran trayectoria, experiencia y con un nivel educativo alto. Cuando la iniciativa nace desde la comunidad, suelen ser empresas pequeñas o medianas que se autoabastecen cuando el mercado o el Estado no ha ofrecido dichos servicios a la comunidad. Los indicadores de éxito son generalmente: número de personas/familias/ comunidades con necesidades básicas satisfechas de manera sostenible.

## Participación en la cadena de valor de una «empresa ancla: participantes como socios, proveedores o distribuidores»
Los negocios inclusivos se caracterizan por presentar garantías de sostenibilidad (económica, ambiental y social) en el tiempo. Su aplicación implica la construcción de una relación de confianza entre las partes, a partir de una colaboración activa y equitativa. En general, los negocios inclusivos son caracterizados por el involucramiento de una empresa ancla primero, identificar la estrategia de negocio que podría mejorar el desempeño de la empresa a través de estas mismas oportunidades inclusivas. Esto marca una diferencia de táctica y estrategia con tendencias tradicionales de desarrollo que son caracterizadas por crear en primer lugar la oferta de productos o servicios de las comunidades de bajos ingresos, y luego encontrar si hay o no un mercado. El negocio inclusivo es un esfuerzo que, sin descartar los modelos tradicionales, intenta mitigar los riesgos de crear expectativas de un mercado estable, a través de la competitividad y estrategia del mismo negocio.
A partir de alianzas o de un marco de cooperación, las comunidades de SBI (strategic business initiatives: ‘iniciativas estratégicas de negocios’) pueden ingresar a hacer parte de la cadena de valor de grandes empresas para generar mayores ingresos y superar la pobreza. Los proyectos de negocios inclusivos de las empresas ancla, involucran a las SBI en la cadena de valor de la empresa, permitiendo que estos participen formalmente en la sociedad de mercado. El objetivo principal de este tipo de negocio es mejorar el nivel de vida de las SBI a partir de la generación de ingresos, empoderamiento comunitario, desarrollo de habilidades y transferencia de conocimiento y tecnología e involucrar a las comunidades en la cadena de valor de una empresa ancla.
Como empleados y proveedores, los segmentos de bajos ingresos obtienen acceso a la economía formal, incluyendo las posibilidades de formación y el acceso a financiamiento e ingresos.

## Desarrollo de empresas en comunidades vulnerables
A partir de programas integrales se puede fomentar el desarrollo de empresas que surjan de las SBI (iniciativas estratégicas de negocios), ayudando a generar riqueza en estas comunidades y permitiendo que superen la pobreza. El objetivo principal de este tipo de negocios es mejorar el nivel de vida de los SBI a partir de la generación de ingresos, empoderamiento comunitario y desarrollo de habilidades a través de la creación de empresas en las comunidades de SBI para que puedan generar su propios ingresos. En este tipo de negocios generalmente se desarrollan programas de emprendimiento o programas de desarrollo comunitario. Algunos indicadores usados para este tipo de negocios son: número de comunidades organizadas y empoderadas de su propio desarrollo, empresas apoyadas con operación sostenible, eficiente y sólida, empleos permanentes generados y mejora de empleos o ingresos existentes, entre otros.

## Impacto social
El acceso a ciertos productos y servicios, clave y estratégicos, permite romper círculos viciosos de pobreza e iniciar proceso de construcción de tejido social, comunidad, empoderamiento y riqueza. El objetivo principal en este tipo de negocios es mejorar la calidad de vida de las SBI (iniciativas estratégicas de negocios) a partir del acceso a servicios o productos que les permitan entrar en un “círculo virtuoso” de oportunidades de hacer negocios o mejorar su situación socioeconómica con servicios como microcrédito, microfinanzas, microseguros, conectividad, transporte, etc. Su éxito se puede medir, entre otros, en términos de número de personas, familias y comunidades impactadas y con una mejor calidad de vida.
Por lo general, en los países de ingresos medios y bajos, las mujeres tienen acceso limitado a recursos de asistencia médica, educación, financieros y de participación política. Los gobiernos, agencias de desarrollo y distintas organizaciones han abordado estas desigualdades brindando apoyo a los grupos de autoayuda económica (ESHG, por sus siglas en inglés). Estos son programas grupales cuyo objetivo es brindarles a las mujeres acceso al capital para empoderarlas económicamente. Para ello realizan un ahorro colectivo que facilita préstamos dentro del grupo. Además, algunos ESHG incluyen capacitaciones sobre habilidades para la vida, habilidades comerciales y financieras, y participación comunitaria.
Una revisión sistemática de 23 estudios, la mayoría realizados en Asia del Sur, determinó que los ESHG tienen efectos positivos en el empoderamiento político, económico y social de las mujeres. Asimismo, los ESHG con un componente de capacitación, como la educación comercial y financiera, tienen mayor efecto que los programas que no involucran capacitaciones. Por último, si bien no existe evidencia suficiente, los datos cualitativos indican que los ESHG podrían reducir los niveles de violencia doméstica, dado que las mujeres ganan el respeto de sus parejas y familiares, y acceden a la toma de decisiones del hogar.

## Factores críticos de éxito de un negocio inclusivo
Existen cinco factores críticos de éxito deben ser tomados en cuenta al momento de iniciar acercamientos con las comunidades de SBI (iniciativas estratégicas de negocios) e iniciar proyectos productivos y de desarrollo con estas:
- La confianza es la base para un modelo sostenible en el tiempo.
- Se debe basar en la tolerancia y el respeto para alcanzar la solidaridad y la cooperación.
- Nivel de fortalecimiento que adquiere la comunidad para ser agentes de su propio desarrollo.
- La capacidad de los miembros de la comunidad de utilizar sus fortalezas y habilidades para liderar o dirigir diferentes procesos o aspectos fundamentales para el éxito y sostenimiento del modelo.
- Capacidad del modelo de mantener su operación en el mediano plazo, sin depender de inversiones adicionales de recursos para sostener la operación, ni de la presencia permanente o parcial de los promotores, pivotes o asesores iniciales.

## Desafíos para impulsar los negocios incluyentes
Entre los desafíos que hay para este tipo de negocios se encuentran la detección de necesidades insatisfechas, contar con una confiable cadena de valor, conseguir inversionistas interesados en el proyecto, eliminar los paradigmas que hay respecto a las empresas pequeñas y sus ganancias y por último impulsar las investigaciones para generar innovación.